# Efeito social da teoria evolutiva
Os efeitos sociais da teoria evolutiva tem sido consideráveis. Há medida que a explicação científica para a diversidade da vida foi desenvolvida, muitas vezes substituiu explicações alternativas, por vezes muito bem aceites. Porque a teoria da evolução inclui uma explicação da origem da humanidade, teve um impacto profundo nas sociedades humanas. Alguns têm-se oposto vigorosamente à aceitação da explicação científica devido principalmente às implicações religiosas (por exemplo, pela sua rejeição implícita de "criação especial" dos seres humanos como descrito na Bíblia). Isto levou a um conflito vigoroso entre criação e evolução na educação pública, principalmente nos Estados Unidos.

## A Igreja Católica
A postura atual da Igreja Católica reconhece o valor científico e não rejeita a teoria mas afirma que a mesma diz respeito apenas à maneira como a evolução ocorre no bojo da própria vida já instituída, ou seja, quando a mesma já se constituiu; tal teoria portanto não explica a origem da vida ou como ela teve início.